# Балясненська сільська рада
Балясненська сільська рада — колишній орган місцевого самоврядування у Диканському районі Полтавської області з центром у селі Балясне.

## Населені пункти
Сільраді були підпорядковані населені пункти:
- c. Балясне
- с. Марченки
- с. Попівка